# Monumentenschildje
Een monumentenschildje, officieel het Internationaal Kenteken, is een schildje dat is aangebracht op een gebouw ten teken dat het bescherming geniet als monument (onroerend cultureel erfgoed) of als bewaarplaats van roerend cultureel erfgoed.

## Internationale schildjes
Het bekendste schildje is het blauw-witte schildje behorende bij het Cultuurgoederenverdrag van Den Haag. Dit schildje geeft aan dat het gebouw een bijzondere culturele waarde heeft en daarom bij gewapende conflicten zoveel mogelijk ontzien moet worden. Het blauw-witte schildje wordt in Nederland vrij direct geassocieerd met rijksmonumenten, maar niet alle rijksmonumenten komen voor dit schildje in aanmerking (in 1990 was ongeveer 10% van de rijksmonumenten van zo'n schildje voorzien). Het schildje vindt daarnaast niet alleen toepassing op monumenten, maar kan in principe ook op bijvoorbeeld bibliotheken en museumdepots worden aangebracht. 
Er is ook een kenteken bestaande uit drie schildjes, dat een uitzonderlijke beschermde status aangeeft. Dit wordt slechts zelden toegepast. Gebouwen die hiervoor in aanmerking komen, worden ingeschreven in een internationaal register.

Het Internationaal Kenteken behorende bij de Haagse conventie voor de bescherming van cultuurgoederen bij gewapende conflicten
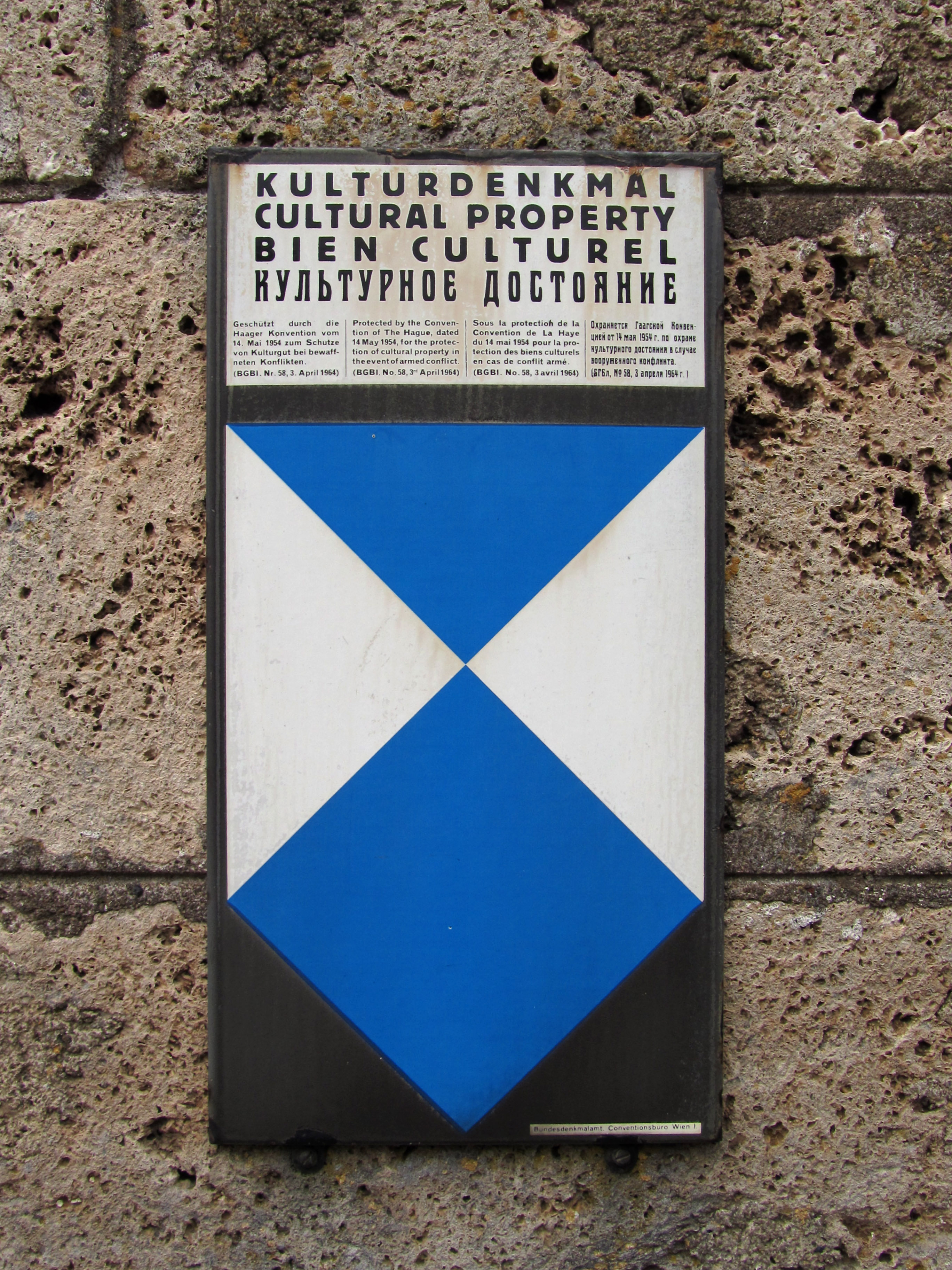
Het blauw-witte schildje op een kerk in Oostenrijk
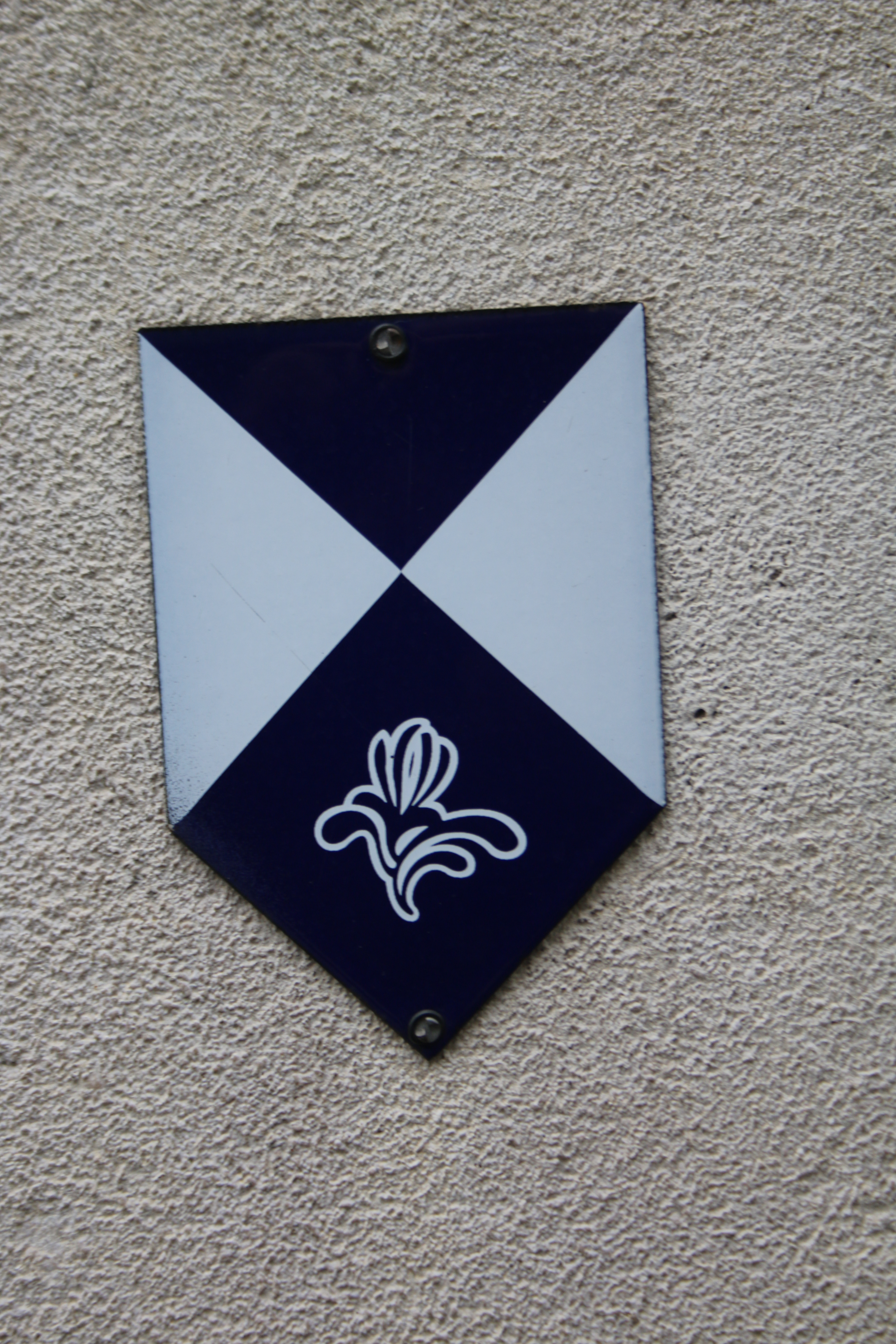
Blauw-wit schildje in het Brussels Hoofdstedelijk Gewest
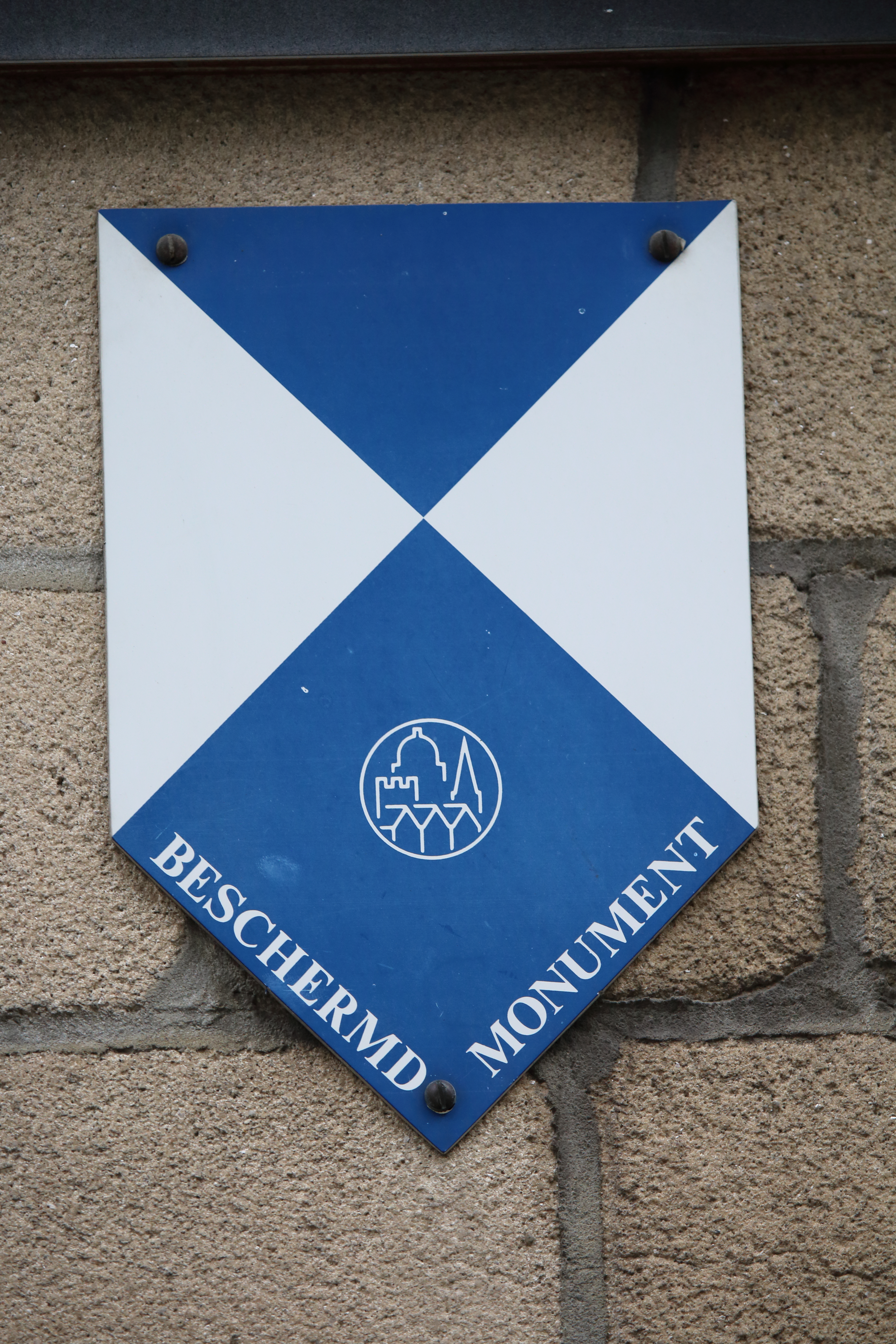
Blauw-wit schildje in Vlaanderen
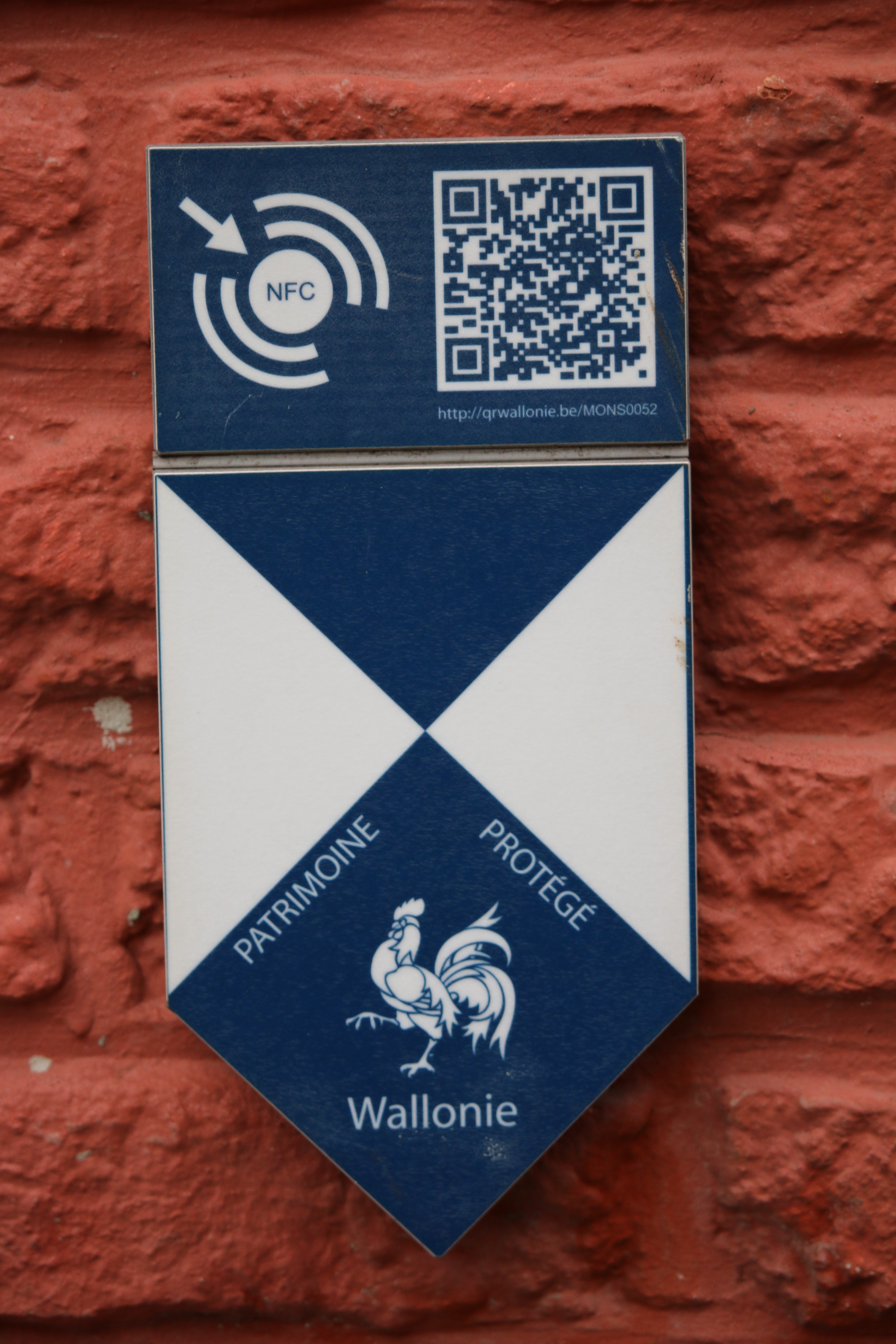
Blauw-wit schildje in Wallonië
Het kenteken van gebouwen onder bijzondere bescherming

## Nederlandse schildjes
In navolging van dit bij internationaal verdrag ingestelde schildje hebben veel Nederlandse gemeenten eigen monumentenschildjes ontworpen voor gemeentelijke monumenten. Die schildjes hebben vaak eenzelfde patroon als het schildje van de Haagse Conventie, maar dan in de gemeentekleuren.
In 2014 werd in Nederland een specifiek schild ingevoerd dat voor alle rijksmonumenten kan worden gebruikt.

Gemeentelijk monumentenschildje van de Nederlandse gemeente Leiden
Nederlands Rijksmonumentenschildje (sinds 2014)

## Vlaamse schildjes
In 2015 werd in Vlaanderen een nieuw monumentenschildje ingevoerd voor alle vormen van beschermd onroerend erfgoed. Het schildje leek op het Nederlandse en had de vorm van een witte, rechtopstaande vlag met 2 uitwaaierende punten, waarbij de punt rechtsonder geel was ingekleurd. De tekst op het schildje vermeldde om welk soort beschermd erfgoed het ging (beschermd monument, beschermd stads- of dorpsgezicht, beschermde archeologische site, beschermd cultuurhistorisch landschap). 
In 2023 werd dat schildje vervangen door een nieuwe versie die terug de vroegere vijfhoekige vorm heeft maar nu met een gele linkerbovenhoek en het logo van de Vlaamse overheid (halve leeuwenkop met slogan "Vlaanderen is erfgoed" en het opschrift "Beschermd erfgoed").

Voormalig Vlaams monumentenschildje (2015-2023)
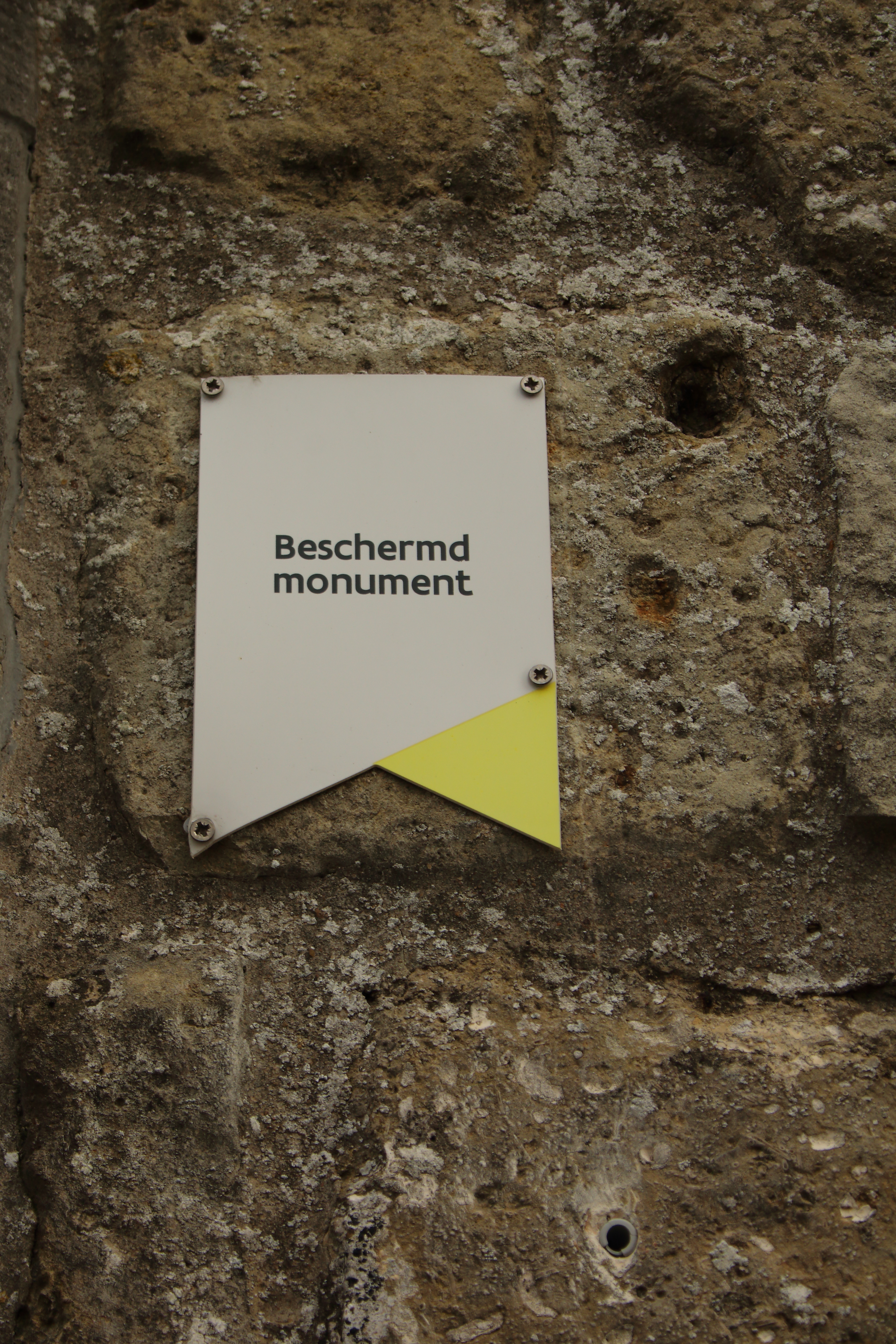
Schildje 'Beschermd monument' (Sint-Martinuskerk, Velzeke)
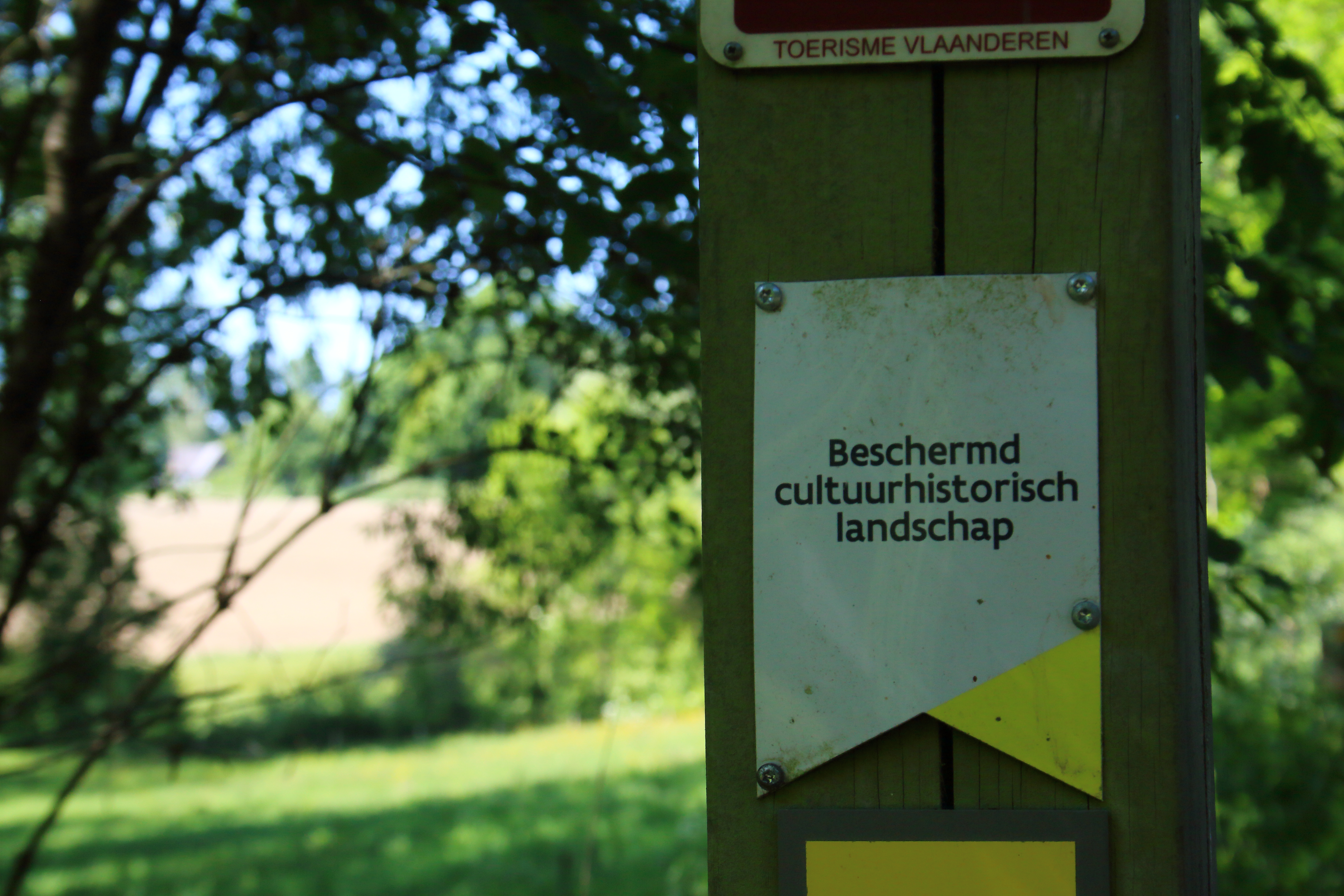
Schildje 'Beschermd cultuurhistorisch landschap' (natuurgebied Burreken)
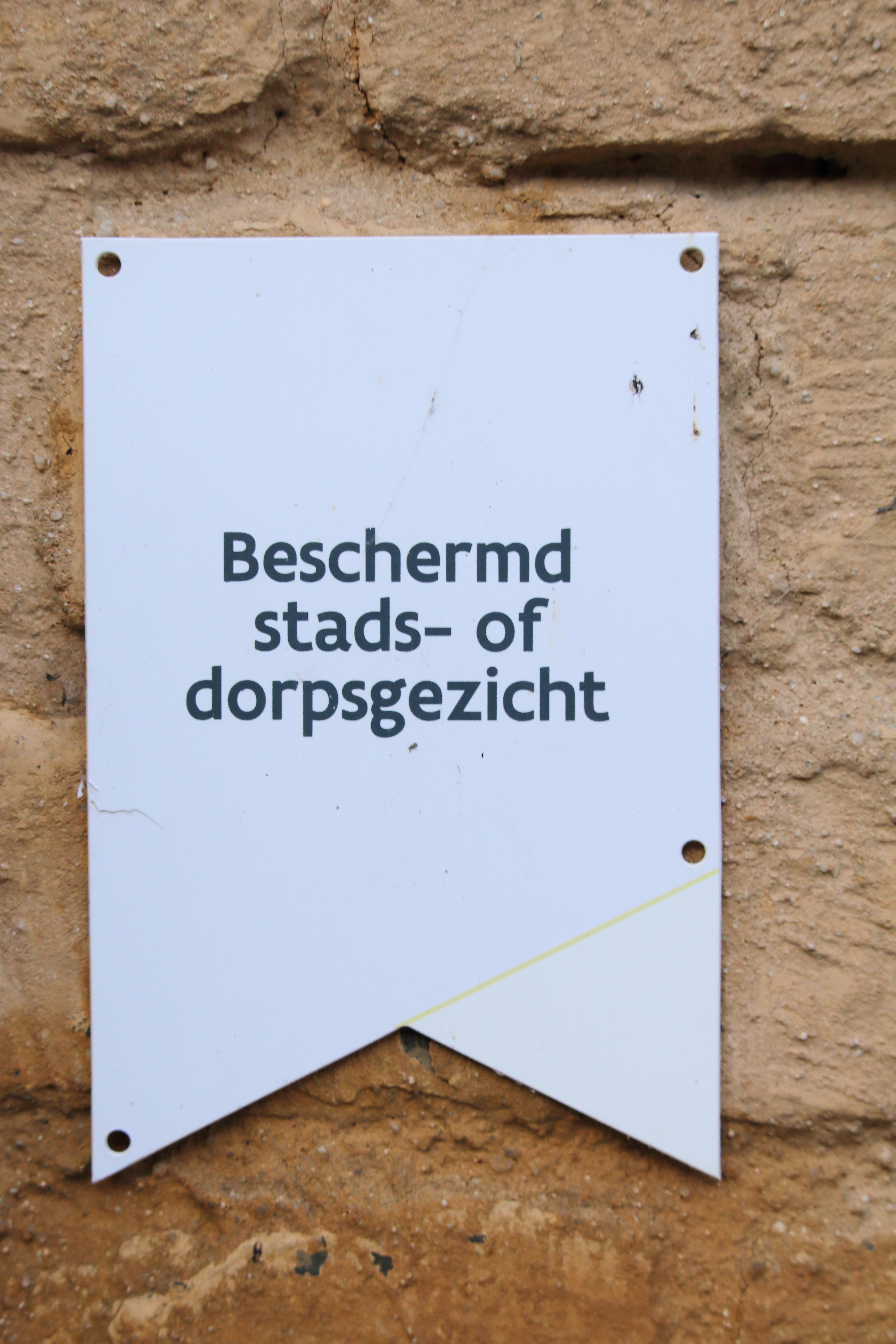
Schildje 'Beschermd stads- of dorpsgezicht' (Bostmolen en omgeving, Roborst)
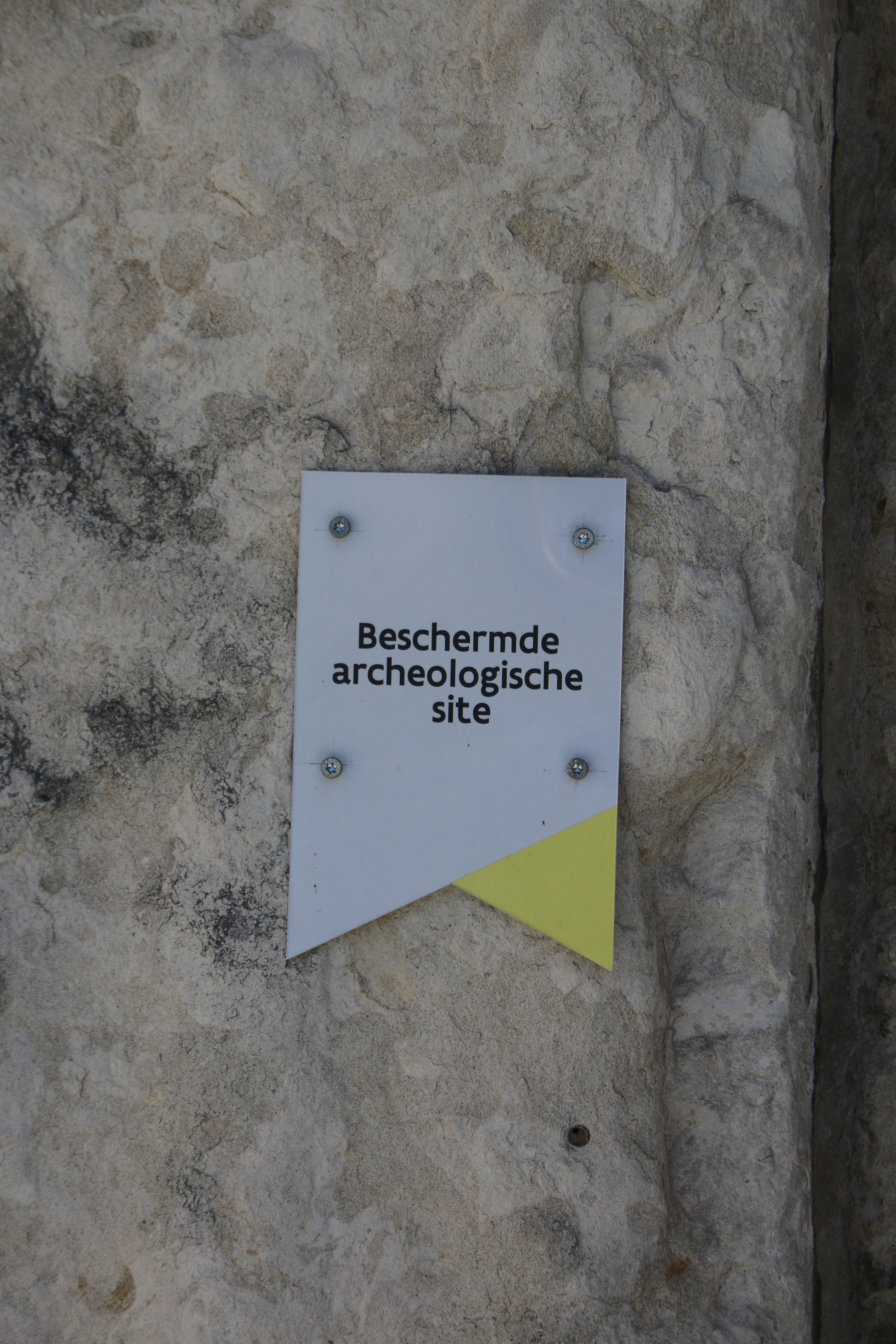
Schildje 'Beschermde archeologische site' (Abdij van Sint-Truiden)
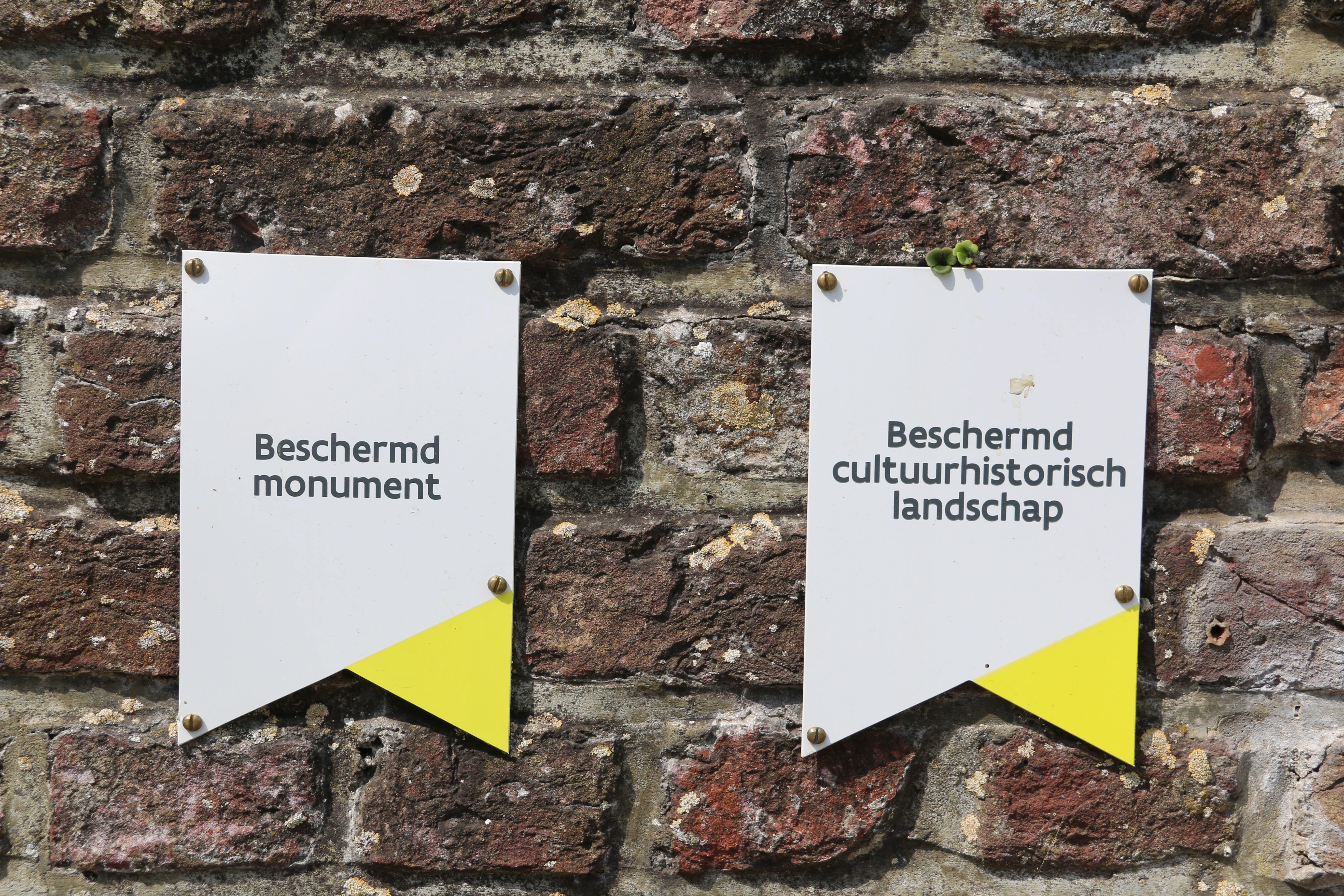
'Beschermd monument' en 'Beschermd cultuurhistorisch landschap' (Abdij van Tongerlo)
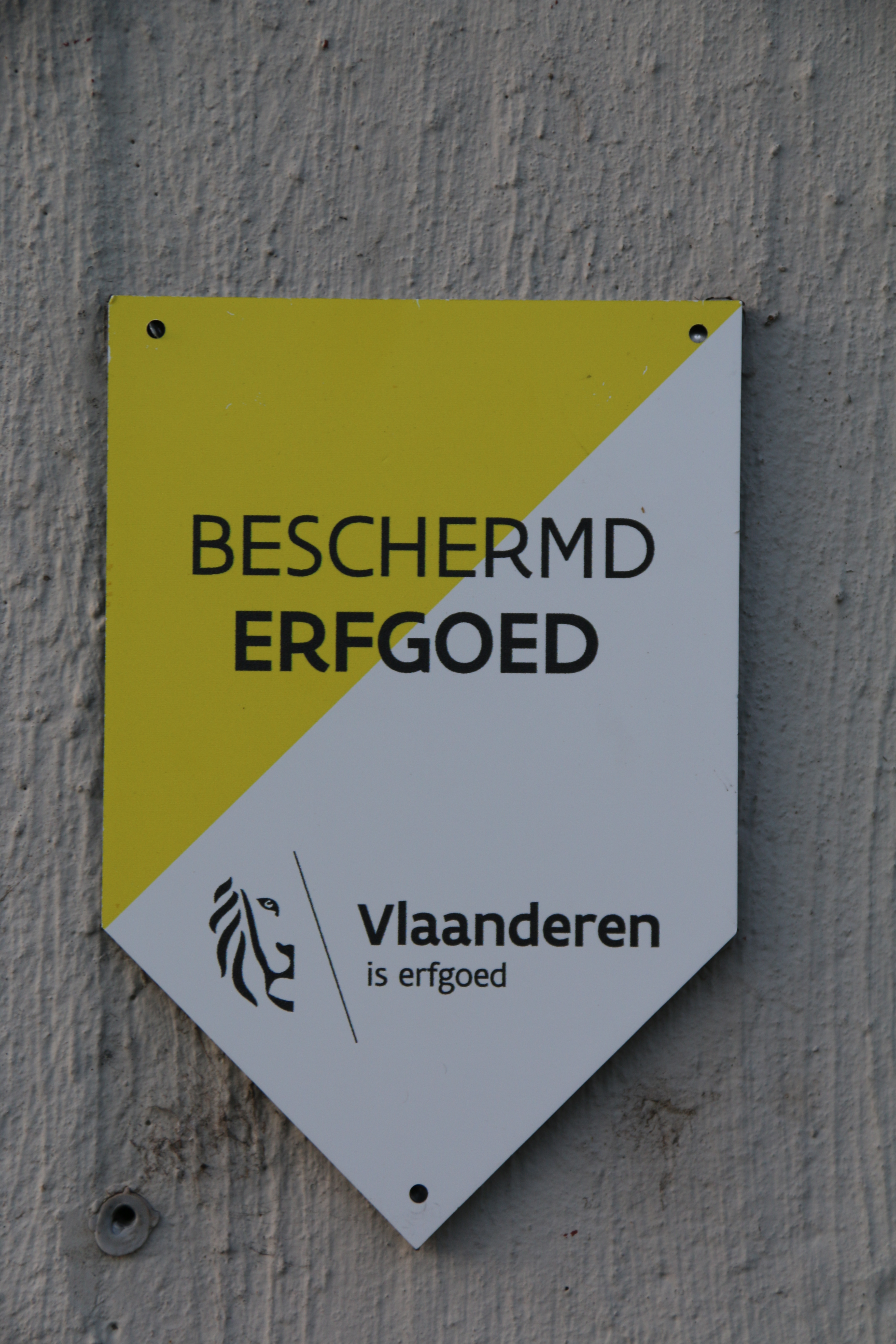
Nieuw Vlaams monumentenschildje sinds 2023 (Sanitary, Zottegem)

## Noot
1. ↑  Rijksmonumentborden - ANWB. www.anwb.nl. Gearchiveerd op 23 mei 2015. Geraadpleegd op 11 april 2025.
2. ↑  Brochure Vlaams monumentenschildje. Gearchiveerd op 28 november 2019. Geraadpleegd op 28 november 2019.
3. ↑  Ministerieel besluit tot vaststelling van de herkenningstekens voor beschermd onroerend erfgoed. codex.vlaanderen.be. Gearchiveerd op 11 april 2025. Geraadpleegd op 11 april 2025.